# Konciliet i Efesus
Konciliet i Efesus (eller Efesos) var ett ekumeniskt kyrkomöte som ägde rum i Efesos 431, det tredje av kristendomens första sju koncilier. Mötet behandlade nestorianism, och nicaenska trosbekännelsen som var frukten av konciliet i Nicaea, antogs. Dessutom kom mötet fram till att Jungfru Maria var Theotokos, Guds moder.
Mötet sammankallades av kejsar Theodosius II och omkring 200 biskopar närvarade under ledning av patriark Kyrillos av Alexandria.
Frågorna som mötet handlade om, naturen och det gudomliga i Jesus och mariologiska spörsmål, skulle behandlas vidare i Konciliet i Chalkedon 451.